# Ormylia
Ormylia este o comună în Grecia în prefectura Halkidiki.